# 懷特普萊恩斯 (北卡羅萊納州)
懷特普萊恩斯（英語：White Plains）是位於美國北卡羅萊納州薩里縣的普查規定居民點。

## 人口
根據2020年美國人口普查的數據，懷特普萊恩斯的面積為10.44平方千米，當中陸地面積為10.39平方千米，而水域面積為0.05平方千米。當地共有人口1025人，而人口密度為每平方千米98.18人。